# Chos Malal
Chos Malal – miasto w Argentynie, w prowincji Neuquén, stolica departamentu o tej samej nazwie.
Według danych szacunkowych na rok 2010 miejscowość liczyła 13 092 mieszkańców.